# آشپزی نوین

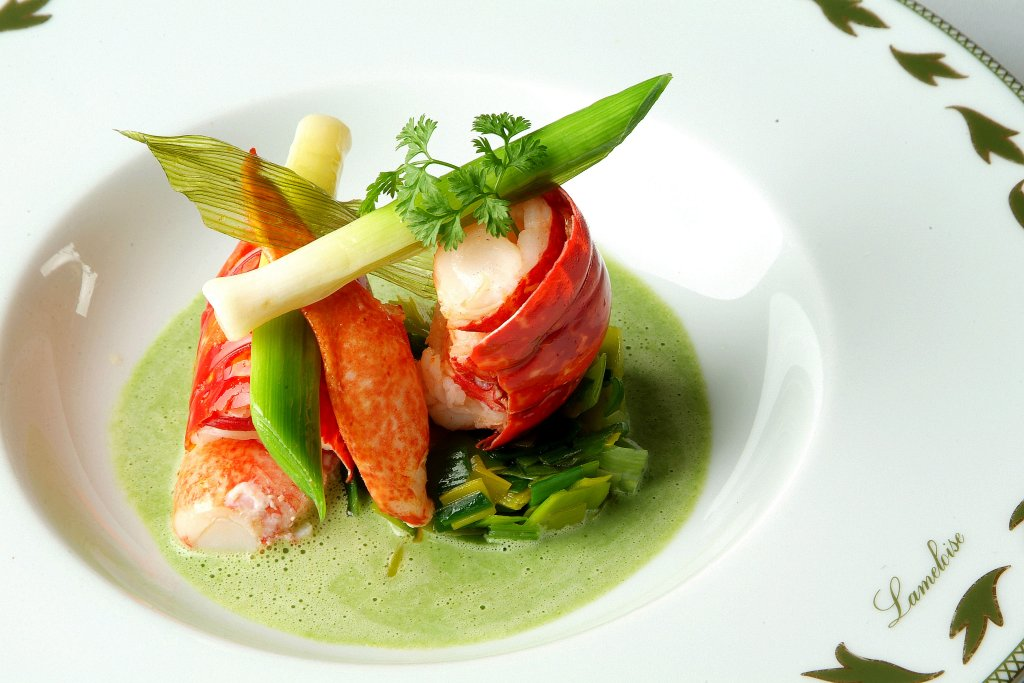
نمونه ای از ارائه آشپزی نوین

آشپزی نوین (فرانسوی: [nuvɛl kɥizin]  ; "آشپزی جدید") رویکردی برای آشپزی و ارائه غذا در آشپزی فرانسوی است. برخلاف آشپزی کلاسیک، شکل قدیمی‌تری از آشپزی درجه یک، آشپزی نوین با غذاهای سبک‌تر، خوش طعم‌تر و با تأکید بیشتری بر ارائه غذا توصیف می‌شود. این عبارت در دهه ۱۹۶۰ توسط منتقد غذا، هنری گالت ابداع شد و به‌واسطه او و همکارانش آندره گایوت و کریستین میلو در کتاب راهنمای رستوران گو میو، یا راهنمای Le Nouveau، رواج یافت.

## تاریخچه

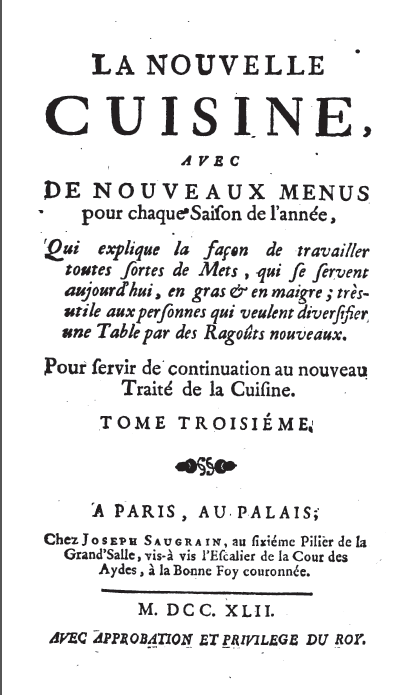
Menon, La Nouvelle Cuisine (1742)

اصطلاح آشپزی نوین چندین بار در تاریخ آشپزی فرانسوی به‌عنوان یک گسست کامل از گذشته استفاده شده است.
در دهه‌های ۱۷۳۰ و ۱۷۴۰، چندین نویسنده فرانسوی بر سنت شکنی خود تأکید کردند و آشپزی خود را «مدرن» یا «جدید» نامیدند. وینسنت لا شاپل نوشته‌های خود به نام آشپز مدرن را در سال‌های ۱۷۳۳–۱۷۳۵ منتشر کرد. اولین جلد از رساله جدید در آشپزی منون در سال ۱۷۳۹ منتشر شد. در سال ۱۷۴۲ بود که منون اصطلاح آشپزی نوین را به عنوان جلد سوم از ویژگی‌های نوین خود معرفی کرد.
در دهه‌های ۱۸۸۰ و ۱۸۹۰، آشپزی ژرژ آگوست اسکوفیه گاهی با این اصطلاح توصیف می‌شد.

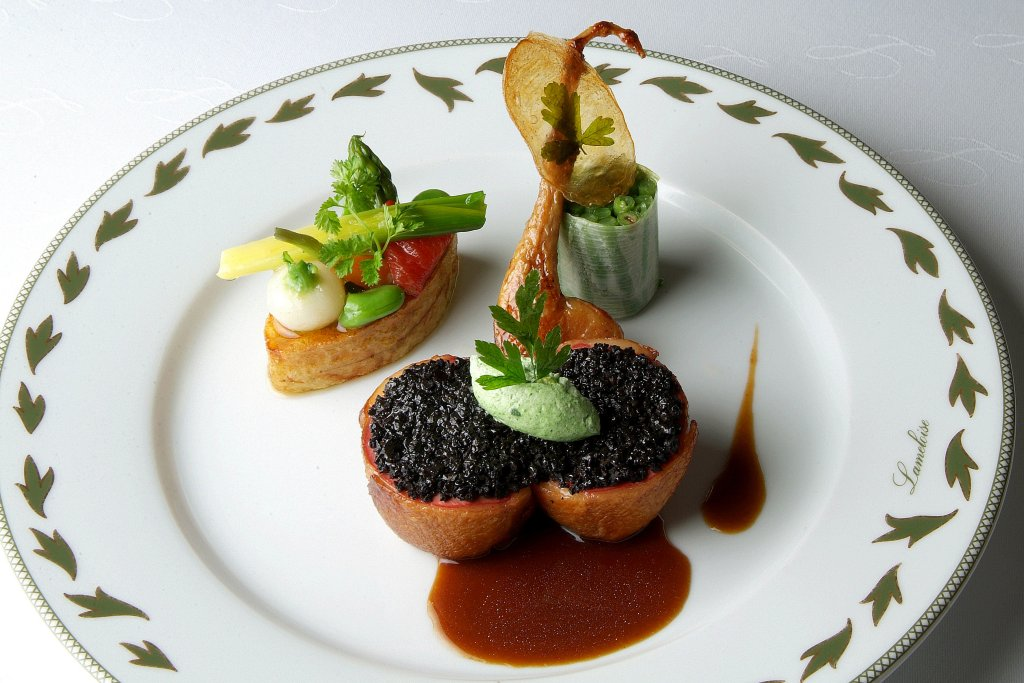
ارائه ژاک لاملویز (یک سرآشپز سه ستاره راهنمای میشلین) غذاهای جدید